# Platycapnos tenuilobus
Platycapnos tenuilobus là một loài thực vật có hoa trong họ Anh túc. Loài này được Pomel miêu tả khoa học đầu tiên năm 1874.